# Ain El-Aouda
Ain El-Aouda (عين العودة) est une ville du Maroc. Elle est située dans la région de Rabat-Salé-Kénitra à environ 30 km de la capitale du pays.
Ses principaux quartiers sont : Hay Nasr, Hay Doukkala, Hay Tadamoun, Hay Jadid, Hay El-Amal, Hay Pam, Hay Chraga, Sidi Larbi, Hay Ghizlane, Ouled Zaers, Hay Nassim, Firdaouss.
Sa population est de 49816 habitants.
Pour y aller depuis Rabat, il faut prendre la ligne 8 du bus, la 8B depuis Takkadoum, ou la ligne 303 depuis Chiga à Témara. Des « grands taxis » assurent aussi le transport entre Rabat, Témara et Ain El-Aouda.

## Économie
À Ain El-Aouda se trouve le siège de la start-up de fabrication automobile Néo Motors.

### Sources
- (en) Ain El Aouda sur le site de Falling Rain Genomics, Inc.